# Ejército Soviético
El Ejército Soviético (en ruso: Советская армия, romanización Soviétskaya ármiya) fue el nombre con el que se denominó a la principal rama terrestre de las Fuerzas Armadas Soviéticas desde febrero de 1946 hasta diciembre de 1991, cuando fue reemplazada por las Fuerzas Terrestres de Rusia aunque no estuvieron plenamente fuera de servicio hasta el 25 de diciembre de 1993. 
Hasta el 25 de febrero de 1946, era conocido como el Ejército Rojo, que fue creado por decreto el 15 de enero de 1918 "para proteger a la población, la integridad territorial y las libertades en el territorio del Estado soviético". Tenía un tamaño de casi dos millones y medio de efectivos durante la Guerra Fría.

## Después de la Segunda Guerra Mundial
Al final de la Segunda Guerra Mundial, el Ejército Rojo tenía más de quinientas divisiones de fusileros y una décima parte de ese número en formaciones de tanques. Su experiencia de guerra dio a los soviéticos tanta fe en las fuerzas de tanques que la fuerza de infantería se redujo en dos tercios. Los cuerpos de tanques del período de la última guerra se convirtieron en divisiones de tanques y las Divisiones de Fusileros se convirtieron en Divisiones de Fusileros Motorizados (Motor Rifle Divisions (MRD)) a partir de 1957. Estas divisiones tenía tres regimientos de fusileros motorizados y un regimiento de tanques, para un total de diez batallones de fusileros motorizados y seis batallones de tanques mientras que las divisiones de tanques tenían las proporciones invertidas, es decir tres regimientos de tanques y un regimiento de fusileros motorizados.
El Comandante en jefe del Ejército de Tierra fue creado por primera vez en marzo de 1946. Cuatro años más tarde se disolvió  solo para de nuevo ser formado en 1955. En marzo de 1964 fue de nuevo disuelto para volver a ser recreado en noviembre de 1967.
El Mariscal de la Unión Soviética Gueorgui Zhúkov se convirtió en Jefe de las Fuerzas Terrestres Soviéticas en marzo de 1946, pero fue reemplazado rápidamente por Iván Kónev en julio. El nuevo mariscal se mantuvo como tal hasta 1950, cuando la posición fue abolida durante cinco años debido a un periodo de organización que "probablemente fue asociada de alguna manera con la Guerra de Corea". Desde 1945 hasta 1948, las Fuerzas Armadas Soviéticas se redujeron de 11,3 a 2,8 millones de efectivos debido a una desmovilización controlada por la reducción de regiones militares (de 33 a 21 regiones en 1946). La dotación de personal de la fuerza terrestre se redujo de 9,8 a 2,4 millones.

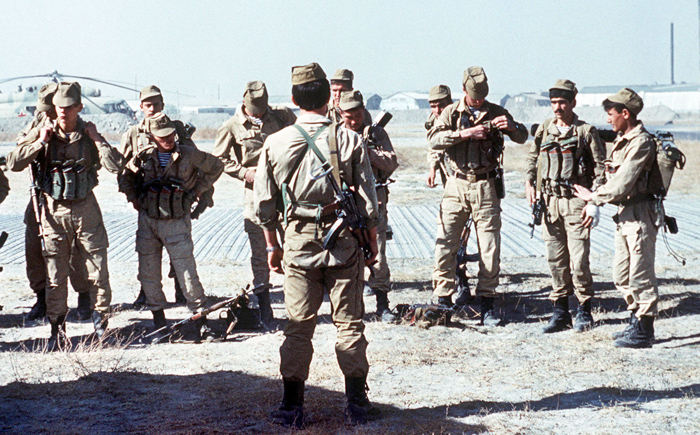
Un grupo de Spetsnaz (operaciones especiales soviético) preparándose para una misión en Afganistán, 1988.

Para establecer y asegurar los intereses geopolíticos europeos orientales de la Unión Soviética, las tropas del Ejército Rojo que liberaron Europa del Este del yugo de la Alemania nazi en 1945 se mantuvo en su sitio para fijar regímenes prosoviéticos en la región y protegerse ante un ataque de Europa. Por otra parte, pudo haber ayudado a la NKVD en la supresión de la resistencia antisoviética ejercida por el Ejército Insurgente Ucraniano desde 1941 hasta 1955 en Ucrania Occidental y de la ejercida por los partisanos denominados Hermanos del Bosque en la región báltica. Las tropas soviéticas, incluyendo el 39.º Ejército, se mantuvieron en Port Arthur y Dalian, en la costa noreste china hasta 1955. El control de la zona fue entregado al nuevo gobierno comunista chino.
Las fuerzas del Ejército Soviético en el territorio de la Unión Soviética se repartieron en las regiones militares del estado (32 regiones en 1945). Desde mediados de la década de 1970 hasta la disolución de la Unión Soviética se redujeron a tan solo dieciséis regiones. Sin embargo, la mayor concentración de efectivos se encontraba en el Grupo de Fuerzas Soviéticas en Alemania, que suprimió la sublevación antisoviética en Alemania del Este en junio de 1953. Hubo también Grupos de Fuerzas en Europa del Este como el Grupo de Fuerzas del Norte en Polonia y el Grupo de Fuerzas del Sur en Hungría que suprimió la revolución húngara de 1956. En agosto de 1958, las tropas soviéticas se retiraron de su ocupación en Rumania. El Grupo de Fuerzas Central fue destinada en Checoslovaquia  después de la invasión por el Pacto de Varsovia a raíz de la Primavera de Praga en 1968. En el extremo este de la Unión Soviética, el conflicto fronterizo sino-soviético en 1969 obligó al establecimiento de una 16.ª región militar, denominada Región Militar de Asia Central en Almatý (Kazajistán). En 1979, la Unión Soviética entró en Afganistán en apoyo a su gobierno comunista, provocando una resistencia guerrillera de los muyahidines afganos durante diez años.

## Guerra Fría

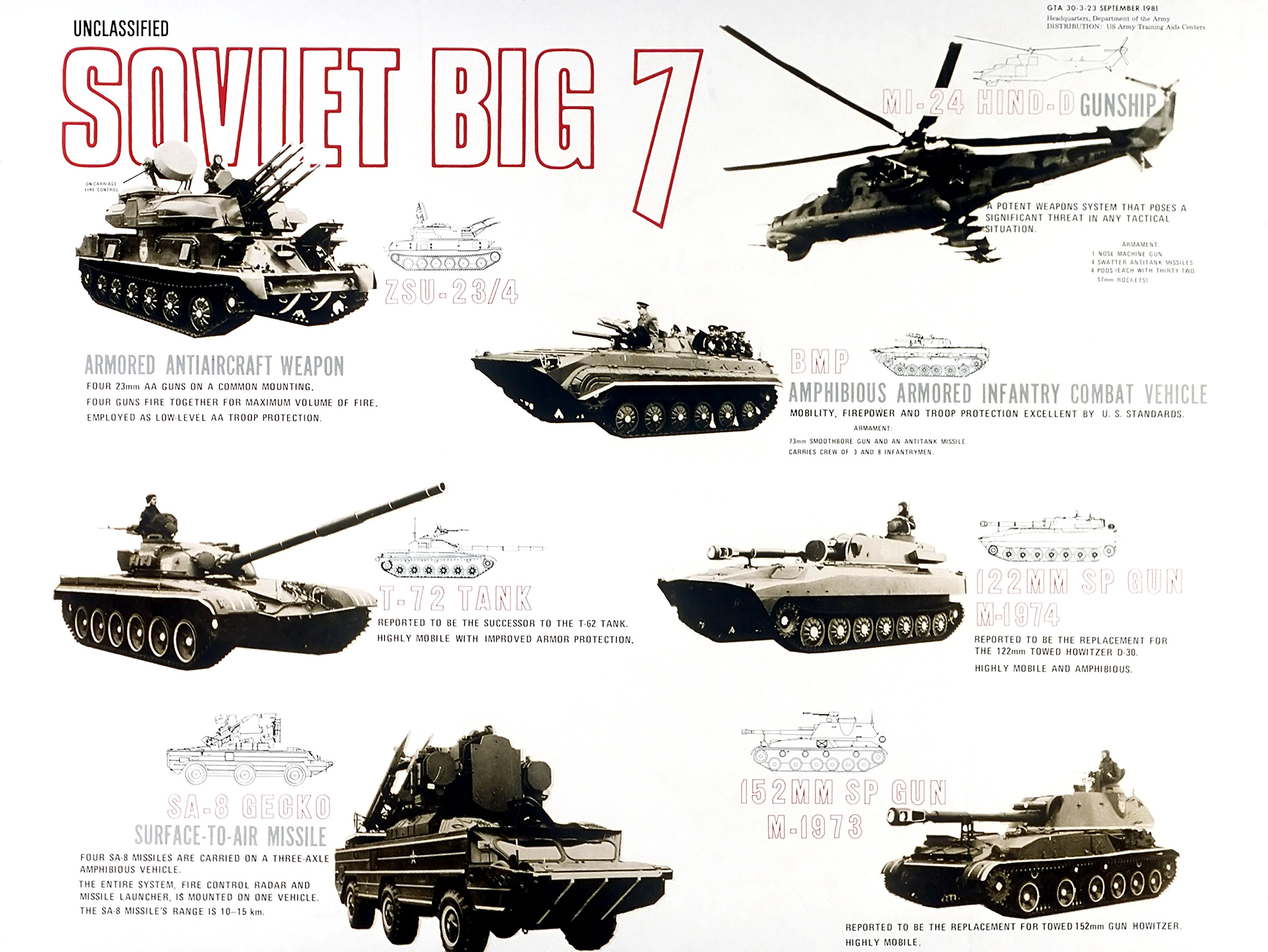
Evaluación de Estados Unidos sobre los siete elementos más importantes del equipo de combate soviético en 1981.

A lo largo de la Guerra Fría entre 1945 y 1991, las estimaciones de inteligencia occidentales calcularon que la resistencia soviética fueron desde 2,8 hasta 5,4 millones de efectivos. Para mantener dicha fuerza, la ley soviética requería como mínimo tres años de servicio militar obligatorio para aquellas personas disponibles por su edad militar, hasta 1967, cuando las Fuerzas Terrestres redujo el servicio mínimo a dos años.
En 1955, la Unión Soviética firmó el Pacto de Varsovia con sus estados satélites de Europa del Este, formalizando el control militar soviético sobre sus fuerzas armadas. El Ejército Soviético creó y dirigió a su imagen a los ejércitos de Europa del Este durante el resto de la Guerra Fría, conformándolos para una posible invasión de Europa Occidental. A partir de 1956, el primer ministro Nikita Jrushchov redujo las Fuerzas Terrestres para crear las Tropas de Misiles Estratégicos haciendo especial hincapié en las capacidades nucleares en las fuerzas armadas. En 1957, Jrushchov destituyó al mariscal Gueorgui Zhúkov del Politburó por oponerse a estas reducciones de las Fuerzas Terrestres. No obstante, las fuerzas soviéticas no tendrían el nivel necesario de armas nucleares para cumplir con los requisitos de la guerra en un teatro de operaciones hasta mediados de la década de 1980. La plana mayor mantuvo planes para invadir Europa Occidental cuya escala masiva fue puesta a disposición del público una vez que investigadores alemanes obtuvieron acceso a los archivos del Ejército Popular Nacional alemán tras la disolución de la Unión Soviética.
A mediados de la década de 1980, las Fuerzas Terrestres contaban con alrededor de 210 divisiones. Tres cuartas partes eran divisiones de fusileros motorizados y el resto divisiones de  tanques. También había un gran número de divisiones de artillería, brigadas de artillería separadas, formaciones de ingenieros y otras formaciones de apoyo de combate. Sin embargo, solo un número relativamente bajo de formaciones estaban listas para la guerra. Tres categorías de preparación (A, B y V; las primeras tres letras del alfabeto cirílico) estaban en vigor. Las divisiones de categoría A estaban certificadas para entrar en combate y fueron totalmente equipadas. Las divisiones de categoría B y V estaban en menor disposición, alrededor del 50-75% requería un mínimo de setenta y dos horas de preparación en la primera y el 10-33% requería una preparación de dos meses en la segunda. Las regiones militares internas por lo general contenían una o dos divisiones de categoría A, mientras que el resto eran de categoría B y V.

### Organización
La planificación soviética durante la mayor parte del periodo de la Guerra Fría incluían ejércitos de cuatro a cinco divisiones operando en frentes formados por unos cuatro ejércitos (equivalentes a cuerpos de ejército occidentales aproximadamente). En febrero de 1979, el primero de los nuevos Altos Mandos en las Direcciones Estratégicas fue creado en Ulán-Udé. Estos nuevos cuarteles generales controlaban múltiples frentes y, por lo general una flota naval soviética. En septiembre de 1984 fueron establecidos tres cuarteles generales más para controlar las operaciones de varios frentes en Europa (las direcciones estratégicas del Oeste y Sudoeste) y en Bakú para manejar las operaciones del sur.
El Comandante en Jefe de las Fuerzas Terrestres es el Viceministro de Defensa. Sus funciones, hacia 1991, poco antes del final de la URSS, incluían la supervisión de asuntos técnicos e investigación y desarrollo, control directo de la capacitación no operativa y supervisión de los órganos administrativos de las fuerzas terrestres. No obstante, no tenía control operativo directo sobre las tropas.

### Carros de combate
Producción de carros soviética entre 1969 y 1990:
| Fecha   | T-64   | T-72   | T-80  | Total  |
| ------- | ------ | ------ | ----- | ------ |
| 1969-72 | 1 560  | -      | -     | 1 560  |
| 1973    | 500    | 30     | -     | 530    |
| 1974    | 600    | 220    | -     | 820    |
| 1975    | 700    | 700    | -     | 1 400  |
| 1976    | 733    | 1 017  | 30    | 1 780  |
| 1977    | 875    | 1 150  | 40    | 2 065  |
| 1978    | 902    | 1 200  | 53    | 2 155  |
| 1979    | 910    | 1 360  | 80    | 2 350  |
| 1980    | 910    | 1 350  | 160   | 2 420  |
| 1981    | 910    | 1 445  | 278   | 2 633  |
| 1982    | 910    | 1 421  | 400   | 2 731  |
| 1983    | 880    | 1 520  | 540   | 2 940  |
| 1984    | 825    | 1 651  | 670   | 3 146  |
| 1985    | 633    | 1 759  | 770   | 3 162  |
| 1986    | 660    | 1 745  | 840   | 3 245  |
| 1987    | 600    | 1 794  | 860   | 3 254  |
| 1988    | -      | 1 810  | 1005  | 2 815  |
| 1989    | -      | 1 148  | 710   | 1 858  |
| 1990    | -      | 776    | 630   | 1 406  |
| Total   | 13 108 | 22 096 | 7 066 | 42 270 |

### La disolución de la Unión Soviética
De 1985 a 1991, el presidente soviético Mijaíl Gorbachov trató de reducir el esfuerzo financiero del Ejército Soviético en la economía de la Unión Soviética, por lo que redujo lentamente el tamaño del ejército y retiró a las tropas de Afganistán en 1989.
Después del intento de golpe de Estado para deponer al presidente Gorbachov, la Academia de Científicos Soviéticos informó que las fuerzas armadas no tuvieron casi participación en el golpe efectuado por el Partido Comunista de la Unión Soviética (PCUS). Los comandantes enviaron tanques a Moscú, sin embargo el golpe resultó fallido.

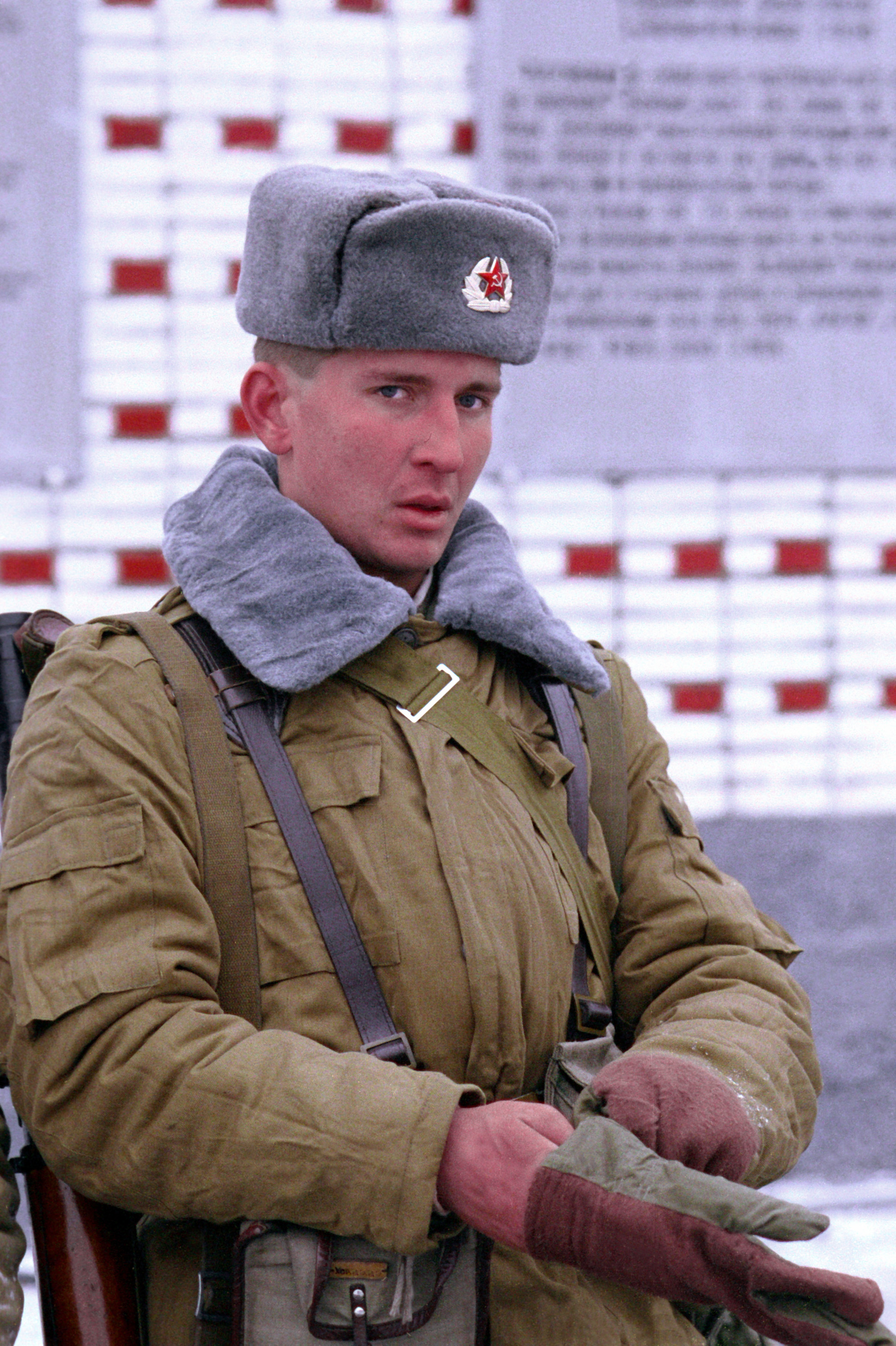
Soldado soviético de la 2ª División de Fusileros Motorizados de la Guardia Tamanskaya con el uniforme de invierno, la Afghanka, 1992.

El 8 de diciembre de 1991, los presidentes de Rusia, Bielorrusia y Ucrania disolvieron formalmente la Unión Soviética y luego constituyeron la Comunidad de Estados Independientes (CEI). El presidente soviético renunció el 25 de diciembre de 1991; al día siguiente el Sóviet Supremo se disuelve a sí mismo produciéndose así la disolución oficial de la Unión Soviética el 26 de diciembre. Durante los próximos dieciocho meses, los esfuerzos políticos entre repúblicas para transformar al Ejército Soviético en el Ejército de la CEI fracasó. Finalmente, las fuerzas estacionadas en las repúblicas se convirtieron en las fuerzas militares de sus respectivos gobiernos republicanos.
Después de la disolución de la Unión Soviética, los estados sucesores dividieron los activos del Ejército Soviético entre sí. La división se produjo principalmente a lo largo de una base regional con los soldados soviéticos de Rusia pasando a formar parte de las nuevas Fuerzas Terrestres de Rusia, mientras que los soldados soviéticos procedentes de Kazajistán se convirtieron en parte de las Fuerzas Armadas de la República de Kazajistán. Como resultado, la mayor parte de las Fuerzas Terrestres soviéticas, incluyendo la mayor parte de los Scud y los misiles tierra-tierra TR-1 Temp, se incorporaron a las Fuerzas Terrestras de Rusia. A finales de 1992, la mayoría de los restos del Ejército Soviético en las antiguas repúblicas se habían disuelto. Las fuerzas militares que estaban guarnicionadas en Europa del Este (incluyendo las de los países bálticos vuelven gradualmente a casa entre 1992 y 1994.
A mediados de marzo de 1992, el presidente ruso Borís Yeltsin se nombró a sí mismo como nuevo ministro de Defensa, marcando un paso crucial para la creación de las nuevas Fuerzas Armadas de Rusia que comprende la mayor parte de lo que aún quedaba de las fuerzas armadas. Los últimos vestigios de la antigua estructura de mando soviética fueron finalmente disueltos en junio de 1993, cuando el papel de los cuarteles militares de la Comunidad de Estados Independientes fue reorganizado para la facilitación de la cooperación militar entre estados.
En los próximos años, las antiguas fuerzas terrestres soviéticas se retiraron de Europa Central y Oriental (incluyendo los países bálticos), así como de las repúblicas postsoviéticas de reciente independencia de Azerbaiyán, Armenia, Uzbekistán, Kazajistán, Turkmenistán y Kirguistán.

## Comandantes en jefe de las Fuerzas Terrestres Soviéticas
- Gueorgui Zhúkov (1946).
- Iván Kónev (1946-1950).
- Desde 1950 hasta 1955, el cargo de Comandante de las Fuerzas Terrestres se disolvió.
- Iván Kónev (1955-1956).
- Rodión Malinovski (1956-1957).
- Andréi Grechko (1957-1960).
- Vasili Chuikov (1960-1964).
- Desde 1964 hasta 1967, el cargo de Comandante de las Fuerzas Terrestres se disolvió.
- Iván Pavlovski (1967-1980).
- Vasili Ivánovich Petrov (1985-1985).
- Yevgueni Ivanovski (1985-1989).
- Valentín Varénnikov (1989-1991).

## Equipo
En 1990, el Ejército Soviético poseía:
- 55 000 carros de combate:
  - 4000 T-80
  - 10000 T-72
  - 9700 T-64
  - 11300 T-62
  - 19000 T-54/T-55
  - 1000 PT-76

- 70 000 vehículos blindados:
  - BTR-80
  - BTR-70
  - BTR-60
  - BTR-50
  - BTR-152
  - MT-LB

- 24 000 vehículos de combate de infantería:
  - BMP-1
  - BMP-2
  - BMP-3
  - BMD-1
  - BMD-2
  - BMD-3

- 3500 vehículos de reconocimiento:
  - BRDM-2
  - BRDM-1

- 33 000 piezas de artillería remolcada:
  - 4379 D-30
  - 1175 M-46
  - 1700 D-20
  - 598 2A65
  - 1007 2A36
  - 857 D-1
  - 1693 ML-20
  - 1200 M-30
  - 478 B-4
  - D-74
  - D-48
  - D-44
  - T-12
  - BS-3

- 9000 obuses autopropulsados:
  - 2751 2S1
  - 2325 2S3
  - 507 2S5
  - 347 2S7
  - 430 2S4
  - 20 2S19
  - 108 SpGH DANA
  - ASU-85
  - 2S9

- 8000 cohetes de artillería:
  - BM-21
  - 818 BM-27
  - 123 BM-30
  - 18 BM-24
  - TOS-1
  - BM-25
  - BM-14

- Misiles balísticos tácticos:
  - Misil Scud
  - OTR-21 Tochka
  - OTR-23 Oka
  - 9K52 Luna-M

- Vehículos de defensa aérea:
  - 1350 2K11 Krug
  - 850 2K12 Krug
  - 950 9K33 Osa
  - 430 9K31 Strela-1
  - 300 Misil Buk
  - 70 S-300
  - 860 9k35 Strela-10
  - 20 Tor-M1
  - 130 9K22 Tunguska
  - ZSU-23-4
  - ZSU-57-2

- 12 000 cañones antiaéreos remolcados:
  - ZSU-23-2
  - ZPU-4
  - AZP S-60
  - M1940 (72-K)
  - M1939 (61-K)
  - M1939 (52-K)
  - KS-19

- 4300 helicópteros:
  - 1420 Mil Mi-24
  - 600 Mil Mi-2
  - 1620 Mil Mi-8
  - 290 Mil Mi-17
  - 450 Mil Mi-6
  - 50 Mil Mi-26
  - 6 Mil Mi-28 experimentales
  - 2 Kamov Ka-50

### Influencia posterior a la disolución
Después de la disolución de la Unión Soviética en 1991, un número considerable de armas fueron transferidas a las fuerzas nacionales de los estados emergentes en la periferia de la antigua Unión Soviética como Armenia, Azerbaiyán y Tayikistán. Del mismo modo, armas y otros equipos militares se quedaron en Afganistán tras la retirada soviética en 1989. Algunos de estos equipos fueron vendidos en el mercado negro a través de comerciantes de armas, lo cual, algunos terminaron en organizaciones terroristas como Al Qaeda. Un informe elaborado en 1999 afirmó que la mayor oportunidad que tenían para adquirir armas estas organizaciones se encontraba en la antigua Unión Soviética.
En 2007, el Banco Mundial estimó que de los 500 millones de armas de fuego disponibles en todo el mundo, cien millones era de la familia Kalashnikov y setenta y cinco millones eran AK-47. Sin embargo, solo alrededor de cinco millones fueron fabricadas en la antigua Unión Soviética.